# Raymond Latin
Raymond Joseph Latin (Seraing, 21 september 1910 - Saint-Séverin, 21 maart 1968) was een Belgisch socialistisch syndicalist.

## Levensloop
Latin groeide op als jongste kind in een gezin met tien kinderen. Zijn vader, actief in de sociale strijd van 1886, was metaalbewerker en zijn moeder was werkzaam in cementfabrieken en later steenbakkerijen. Tijdens zijn jeugd zag zijn vader zich genoodzaakt - samen met zijn oudste zonen - naar het buitenland uit te wijken. In 1924, op 14-jarige leeftijd, sloot Latin zich aan bij Socialistische Jonge Wacht. Hij was op dat moment bureaubode bij de Société métallurgique d'Espérance-Longdoz, actief in de Luikse staalindustrie. Daarnaast volgde hij lessen aan de Nijverheidsschool, alwaar hij in contact kwam met André Renard.
In 1933 ging hij aan de slag als bediende bij de werkloosheidsdienst van de FSM Luik. Tijdens de staking van 1936 wekte zijn speeches grote indruk en tijdens de Tweede Wereldoorlog was hij actief in het verzet. Na de bevrijding werd hij achtereenvolgens secretaris-generaal van de FSM Luik (1945 tot 1946), nationaal secretaris van de Centrale der Metaalbewerkers van België (CMB, 1946 tot 1947) en secretaris-generaal van de CMB. Deze functie oefende hij uit van 1947 tot 1961, hij volgde in deze hoedanigheid Georges Keuwet op, zelf werd hij opgevolgd door Gust Wallaert. Vanaf 1961 tot aan zijn dood was hij wederom secretaris-generaal van de FSM Luik.